# انرژی نو

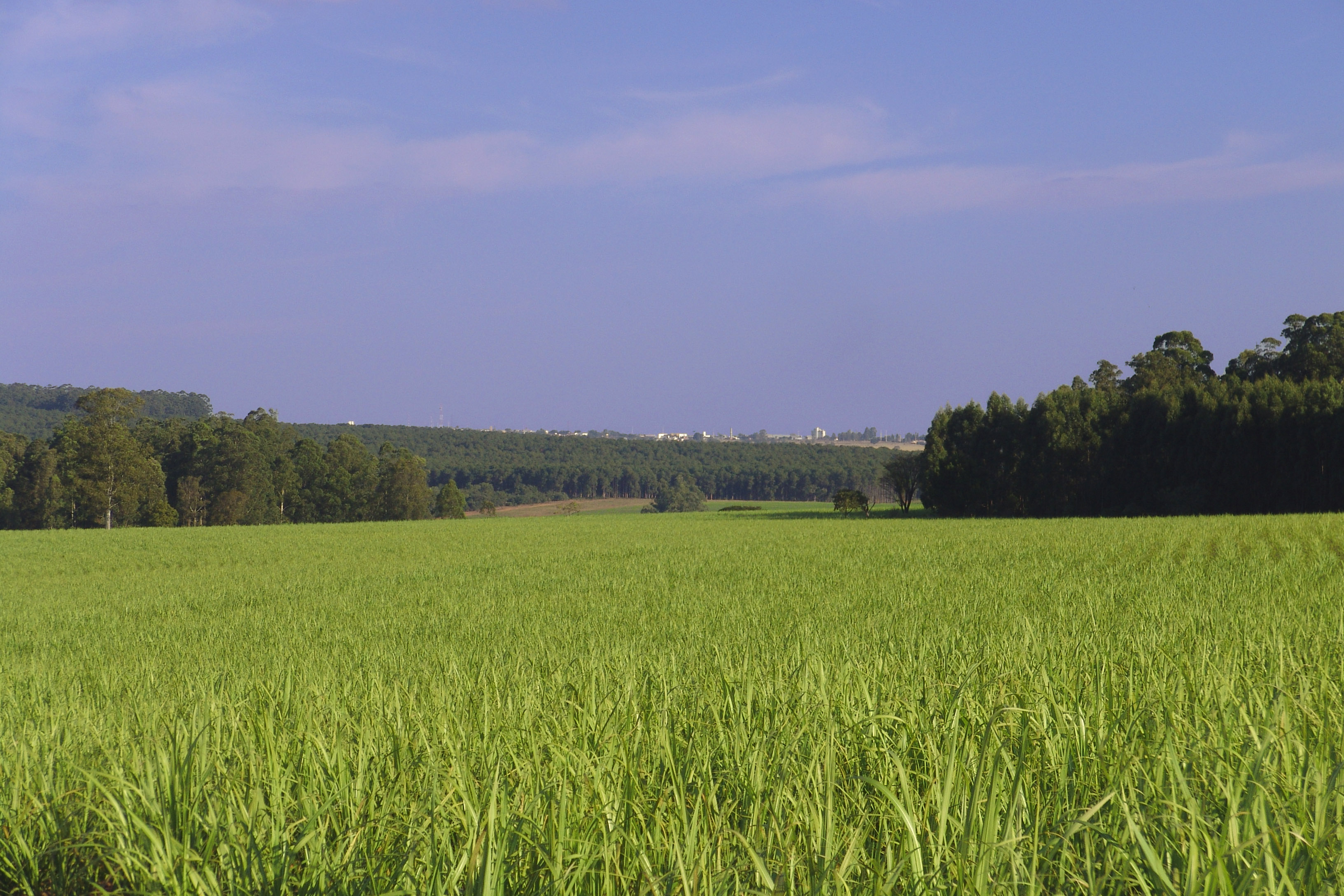
کاشت نیشکر برای تولید سوخت مامان خوب در برزیل

انرژی نو یا انرژی جایگزین به آن دسته از انرژی‌ها گفته می‌شود که برای تولیدشان از منابع بدون کربن استفاده می‌گردد؛ مانند انرژی خورشیدی، انرژی بادی، انرژی دریایی، زمین گرمایی، نیروگاه‌های آبی و کربن خنثی مانند زیست توده. از هیدروژن نیز که در پیل‌های هیدروژنی قادر به ذخیره انرژی است، به عنوان انرژی نو نام برده می‌شود.
این نوع انرژی‌ها معایب سوخت‌های فسیلی مانند افزایش غلظت دی‌اکسیدکربن و در نتیجه افزایش دمای کره زمین و تغییرات آب و هوایی و آلودگی زیست‌محیطی را ندارد علاوه بر این منابع تولید آن‌ها تمام ناشدنی و نامحدود است.
ماهیت آنچه که یک منبع انرژی را در دسته انرژی‌های جایگزین قرار می‌دهد در طول زمان تغییر کرده‌است. امروزه به علت تنوع منابع انرژی و اهداف مختلفی که حامیان هریک از این انرژی‌ها دنبال می‌کنند، تعریف بسیاری از انواع انرژی به عنوان انرژی جایگزین محل مجادله است.
توسعهٔ این نوع از انرژی‌ها با توجه به عوامل مختلف به‌ویژه هزینه اولیه و قیمت تمام شده بالا و نبود سیاست‌های حمایتی، با مشکلاتی مواجه‌است.

## انرژی نو در برزیل
برزیل یکی از کشورهایی است که پروژه‌های بزرگی برای استفاده از انرژی‌های نو (انرژی‌های تجدیدپذیر) انجام می‌دهد. 18 درصد  از کل مصرف سوخت اتومبیل‌های برزیل از طریق بنزین
که از ساقهٔ خار شتر به‌دست می‌آید تأمین می‌شود. سوخت اتانول به‌صورت گسترده در ایالات متحده مورد استفاده قرار می‌گیرد.